# Ciasem Baru
Ciasem Baru is een bestuurslaag in het regentschap Subang van de provincie West-Java, Indonesië. Ciasem Baru telt 11.297 inwoners (volkstelling 2010).